# Chiesa di San Marco (Equord)
La chiesa di San Marco è una architettura religiosa in stile barocco italiano nel villaggio di Equord, parte del comune di Hohenhameln nella Bassa Sassonia. La chiesa, di rito luterano, per la sua particolare architettura, è anche chiamata "piccola cattedrale di San Pietro". 

## Storia
La chiesa di Equord fu costruita per volere del barone Giorgio Cristoforo von Hammerstein zu Equord (1624-1687). Egli aveva conosciuto e amato l'Italia durante i suoi lunghi viaggi e voleva un mausoleo a forma di chiesa italiana come luogo di sepoltura della famiglia. I progetti potrebbero provenire da Lorenzo Bedogni. Dopo il completamento nel 1710, l'edificio divenne sia la chiesa di famiglia che la chiesa di proprietà.

## Edificio

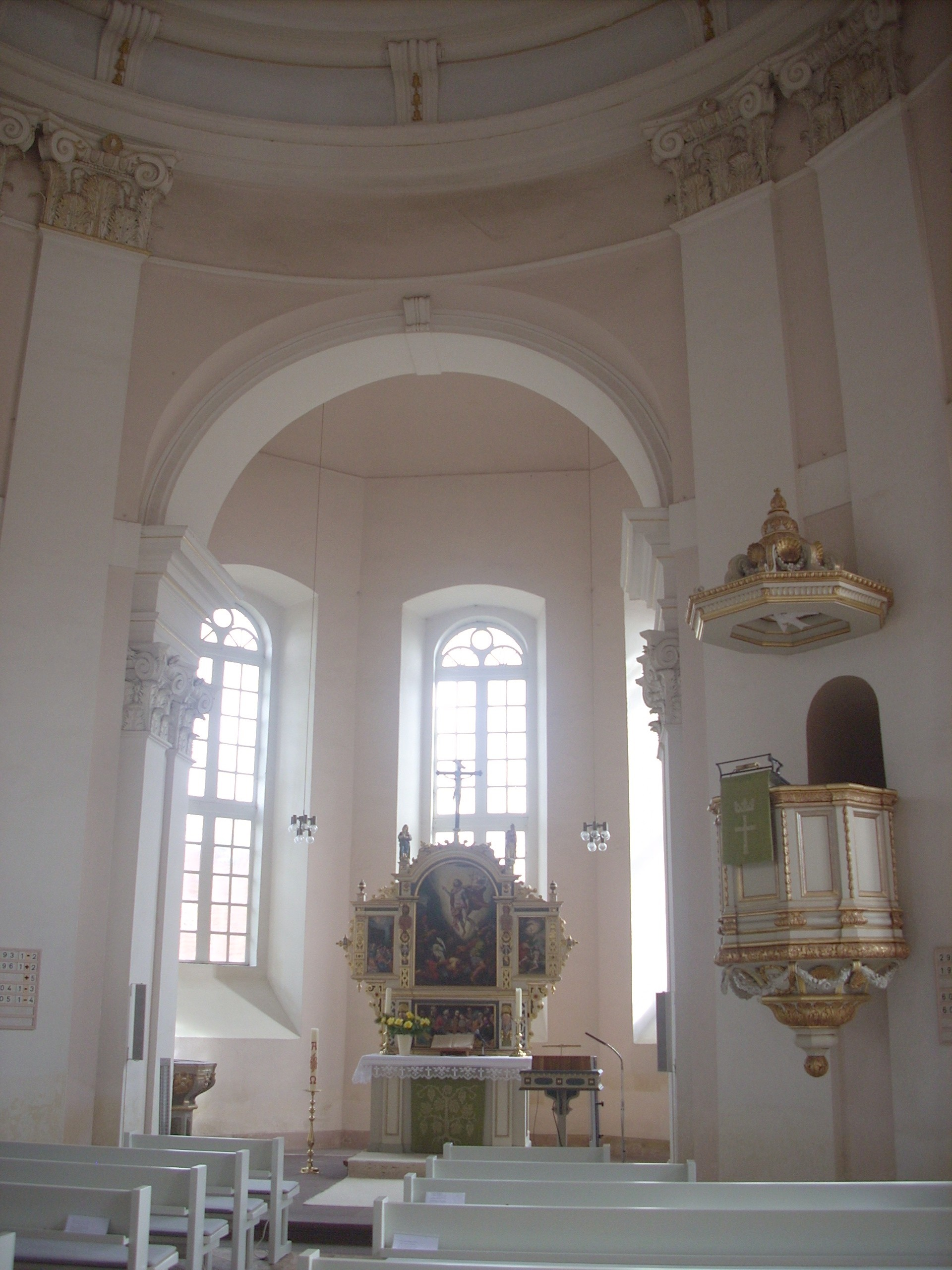
Particolare dell'interno

La chiesa è un edificio centrale a croce greca a braccio corto. Gli angoli del presbiterio orientato a est sono a spiovente ottagonale. La facciata del portale a ovest è evidenziata da un timpano rotondo con torretta campanaria. Inoltre, le superfici murarie intonacate di giallo su questo lato sono particolarmente ricche di strutture con lesene e architravi scuri, e agli angoli del tetto si trovano le espressive statue dei quattro evangelisti.
La cupola con lanterna si erge a 30 m di altezza sopra l'edificio della croce. Il tamburo è ottagonale e i suoi angoli continuano nella volta del tetto ricoperta di rame e leggermente appiattita e sulla lanterna.
L'interno chiaro, dipinto solo di bianco e rosa chiaro, con scarsi ornamenti dorati, è rotondo. Si apre sulla cupola in alto e sui lati tra due coppie di pilastri con capitelli riccamente stuccati ai bracci della croce.
All'interno e all'esterno, sulle pareti sono montate numerose lapidi delle famiglie von Saldern e Hammerstein.
Il pulpito reca la data del 1710. L'altare è un'opera manierista del XVI secolo con copie di dipinti italiani della Natività, del Battesimo, dell'Ultima Cena e, al centro, della Resurrezione di Cristo. Nel 1960 la chiesa ha ricevuto l'organo attuale.